# Jean-Victor Traoré
Pour les articles homonymes, voir Traoré.
Jean-Victor Traoré, né le 20 juin 1985 à Dakar, au Sénégal, est un joueur franco-burkinabé de basket-ball. Il évolue au poste d'ailier fort.

## Biographie
Né au Sénégal, formé à Massy, Jean-Victor Traoré rejoint les espoirs de Chalon-sur-Saône en 2005.
Il commence sa carrière professionnelle en 2006 en signant en NM1, à Longwy-Rehon. Il y passe trois saisons avant de s'engager à Angers en 2009. L'année 2013 marque un tournant dans sa carrière puisqu'il signe pour la première fois en Pro B à Évreux. Pièce maîtresse des étalons du Burkina, il parvient, le 10 juillet 2012 à qualifier la sélection du Burkina Faso pour son premier Afrobasket,. Cependant, à l'été 2013, lors de la signature de son contrat avec l'ALM Evreux, les dirigeants du club normand ne l'autorisent pas à participer à la compétition prévue fin août en Côte d'Ivoire.
Le 30 mai 2014, il s'engage pour deux ans avec le club nordiste, Lille Métropole Basket en Pro B. Il y restera finalement trois saisons, jusqu'en 2017. Au terme d'une saison 2016-2017 aboutie avec Lille où il finit dans le meilleur cinq de la saison, il s'engage pour sa première expérience en Pro A avec l'ESSM Le Portel.
Le 1er juin 2019, il s'engage à nouveau avec le Lille Métropole Basket en Pro B.
En mai 2022, il met un terme à sa carrière professionnelle de basketteur, après 6 années  passées au sein du Lille Métropole Basket Club. Étant en formation de management depuis plus d'un an à l'Emlyon Business School, il choisit de rester au club de Lille en tant que manager général afin d'accompagner les projets du club sur le long terme.

## Distinctions
- Nommé dans l'équipe type de Pro B : 2017